# Richard Ehrenberg
Richard Ehrenberg (* 5. Februar 1857 in Wolfenbüttel; † 17. Dezember 1921 in Rostock) war ein deutscher Nationalökonom.

## Leben und Wirken
Ehrenberg entstammte einer jüdischen Lehrerfamilie aus dem Harz. Sein Vater war Rektor der Samsonschen Freischule in Wolfenbüttel. Er hatte einen älteren Bruder, den späteren Rechtswissenschaftler Viktor (Gabriel) Ehrenberg. Ehrenberg besuchte das Gymnasium in Wolfenbüttel bis zur Unterprima. Anschließend absolvierte er eine Banklehre in Hannover und war in Banken und vorübergehend auch im Buchhandel tätig. Ehrenberg war Korrespondent im Hamburger Bankhaus C.L. Behrens & Co. Seit 1884 studierte Ehrenberg Nationalökonomie und Staatswissenschaften in Tübingen, Göttingen und München. In Tübingen wurde er 1886 mit summa cum laude zum Doktor der Staatswissenschaften promoviert. In den kommenden Jahren unternahm er Reisen und Archivstudien zu wirtschaftsgeschichtlichen Themen.
Von 1888 bis 1897 war er Sekretär des Königlichen Kommerz-Kollegiums in Altona. Es folgten eine Reihe von wirtschaftsgeschichtlichen Studien und einige Untersuchungen zur Handels-, Schifffahrts- und Finanzgeschichte besonders zu Hamburg. 1892 verfasste er eine Abhandlung über diese 1738 gegründete kaufmännische Interessenvertretung. Als Hauptwerk gilt seine Darstellung über das Zeitalter der Fugger und den Geld- und Kreditverkehr im 16. Jahrhundert (1896, drei Auflagen, Übersetzungen ins Englische und Französische). Ehrenberg wurde 1897 ohne Habilitation außerordentlicher Professor für Staatswissenschaften in Göttingen, wo er insbesondere Versicherungswissenschaft und Handelswissenschaft lehrte. Von 1899 bis 1921 lehrte er als ordentlicher Professor für Staatswissenschaften an der Universität Rostock. Seit dem Jahr 1900 war Ehrenberg mit Helene Rochow verheiratet.
In seinen Untersuchungen machte Ehrenberg deutlich, dass er das Verhältnis zwischen Arbeitern und Unternehmern als Arbeitsgemeinschaft auffasse, womit er eine gegensätzliche Meinung zu den Anhängern des Kathedersozialismus vertrat. Er brachte, unter anderem mit Richard Stegemann, dem Syndikus der Braunschweiger Handelskammer, neun Bände zum Thema Archiv für exakte Wirtschaftsforschung heraus, in denen er seine „exakt vergleichenden“ quantitativen Analysen darlegte, die von der damaligen Methodik der deutschen Nationalökonomie abwichen. Er setzte sich zudem für die Gründung von Handelshochschulen ein.
Seine Lehr- und Forschungsschwerpunkte waren Nationalökonomie, Agrarverhältnisse Mecklenburgs und Methoden der Wirtschaftswissenschaften. In Rostock sorgte er für die Bearbeitung und Bewahrung des Nachlasses des Wirtschaftswissenschaftlers Johann Heinrich von Thünen. 1901 begründete er als Stiftung das Thünen-Archiv am Staatswissenschaftlichen Seminar der Universität Rostock. 1916 wurde ihm der Titel Geheimer Hofrat verliehen. Die Ehrenbergstraße wurde 1950 im Stadtteil Altona-Altstadt nach ihm benannt.

## Schriften (Auswahl)
- Hamburger Handel und Handelspolitik im 16. Jahrhundert. Karl Koppmann (Hg.), Leopold Voß, Hamburg und Leipzig, 1885, (Digitalisat)
- Wie wurde Hamburg groß? Die Anfänge des Hamburger Freihafens. Voss, Hamburg u. a. 1888, (Digitalisat)
- Hamburg und Antwerpen seit 300 Jahren. Zwei Vorträge, gehalten im Verein für Hamburgische Geschichte. Herold’sche Buchhandlung, Hamburg 1889 (Digitalisat).
- Das Königliche Kommerz-Collegium in Altona. Köbner & C., Altona 1892.
- Altona unter Schauenburgischer Herrschaft. J. Harder, Altona 1893, (Digitalisat). Faksimile-Reprint: Hansebooks, Hamburg 2016, ISBN 978-3-74348-505-1.
- Hamburg und England im Zeitalter der Königin Elisabeth. Fischer, Jena 1896 (archive.org).
- Aus der Vorzeit von Blankenese und den benachbarten Ortschaften Wedel, Dockenhuden, Nienstedten und Flottbek. Meißner Verlag, Hamburg 1897 (Digitalisat).
- Handelshochschulen II : Denkschrift über die Handelshochschule (= Veröffentlichungen des Deutschen Verbandes für das Kaufmännische Unterrichtswesen. Band 4). Limbach, Braunschweig 1897 (Digitalisat).
- Die Unternehmungen der Brüder Siemens, 1. Band, Gustav Fischer, Jena 1906, (Digitalisat)
- Grosse Vermögen. Ihre Entstehung und ihre Bedeutung, Gustav Fischer, Jena 1902, (Digitalisat), 2. Auflage, ergänzt, 1905, (Digitalisat)
- Das Haus Parish in Hamburg (= Grosse Vermögen, ihre Entstehung und ihre Bedeutung. Band 2). Fischer, Jena 1905 (Digitalisat. 2., unveränderte Auflage. ebenda 1925).
- Das Zeitalter der Fugger. Geldkapital und Creditverkehr im 16. Jahrhundert. 2 Bände. Fischer, Jena 1896 (mehrere Nachdrucke; in englischer Sprache: Capital and Finance in the Age of Renaissance. A Study of the Fuggers and their Connections (= The Belford Series of Economic Handbooks. Band 2). Jonathan Cape, London 1928; in französischer Sprache: Le siècle des Fugger (= Oeuvres étrangères. Band 2, ZDB-ID 416290-0). Édition abrégée. S.E.V.P.E.N, Paris 1955).
  - Band 1: Die Geldmächte des 16. Jahrhunderts. (Digitalisat), 3. Auflage 1922 (Digitalisat)
  - Band 2: Die Weltbörsen und Finanzkrisen des 16. Jahrhunderts. (Digitalisat), 3. Auflage 1922 (Digitalisat)
- Die Familie in ihrer Bedeutung für das Volksleben. Fischer, Jena 1916.
- Herausgeber des Thünen-Archiv. Organ für exakte Wirtschaftsforschung. 1, 1905/06 – 2, 1907/09, ZDB-ID 204358-0; fortgesetzt als: Archiv für exakte Wirtschaftsforschung (Thünen-Archiv). 3, 1909/11 – 9, 1918/22, ZDB-ID 204360-9.